# Ariane (Massenet)

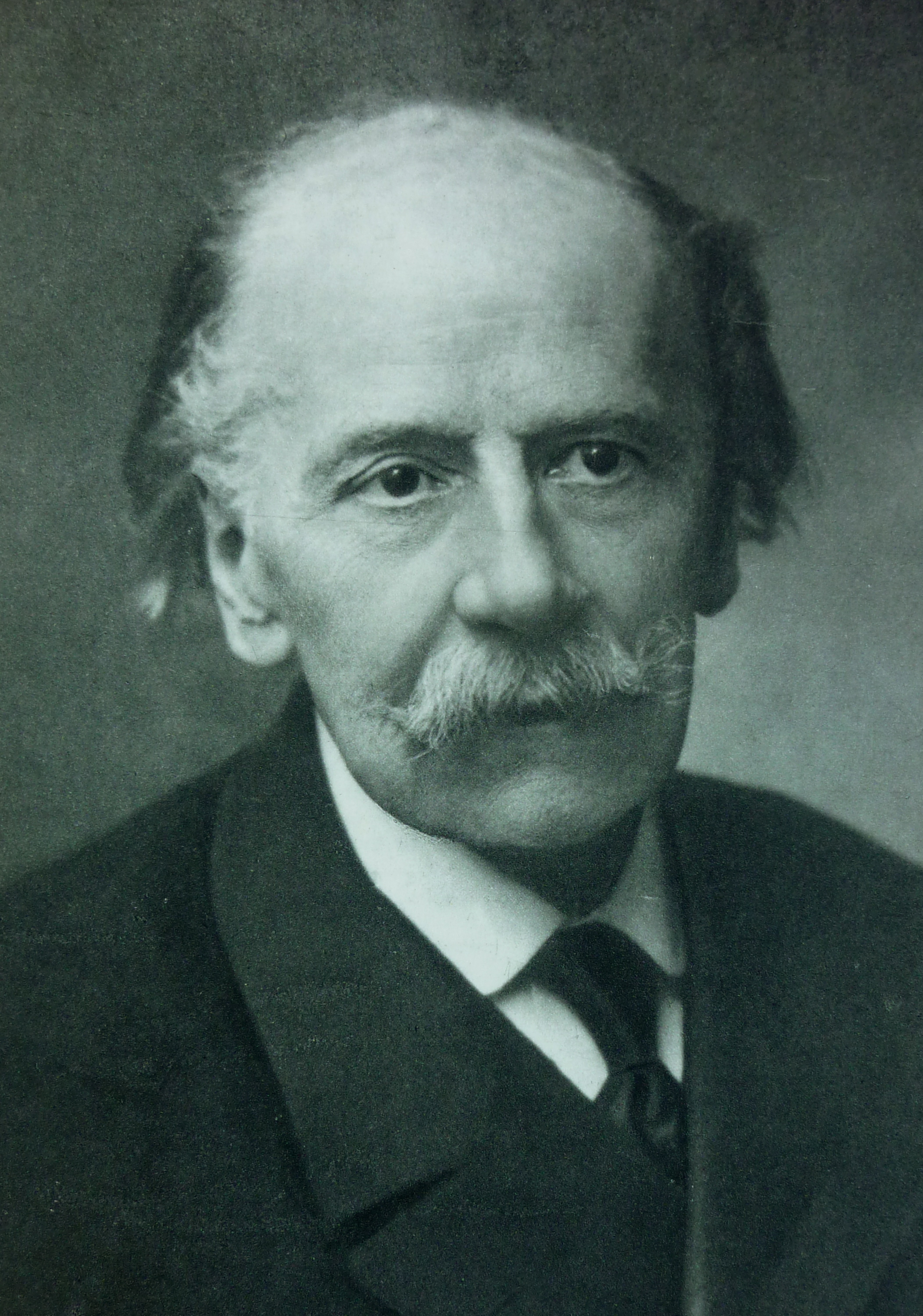
Jules Massenet

Ariane är en fransk opera i fem akter med musik av Jules Massenet och libretto av Catulle Mendès efter den grekiska myten om Ariadne.

## Historia
Ariane var Massenets första beställning på tolv år att uppföras på Parisoperan. Den skrevs i klassiskt, storskaligt format och uppfördes därefter. Den hade premiär den 31 oktober 1906 i Paris och spelades över 60 gånger. 1937 iscensattes den i en nyuppsättning på samma scen.

## Personer
- Ariane (Ariadne) (sopran)
- Thésée (Theseus) (tenor)
- Périthoüs (baryton)
- Perséphone (Persefone) (mezzosopran)
- Phèdre (Faidra) (sopran)
- Cypris (sopran)
- Eunoé (sopran)
- Chromis (sopran)
- Phéréklos (baryton)
- Stamhövdingen (baryton)

## Handling

Affisch till Ariane.

Efter att Ariane har räddat Thésée från monstret Minotauros på Kreta flyr de båda tillsammans. Han ämnar föra henne till Aten som sin drottning. Medan de vilar ut på ön Naxos lyckas Arianes syster Phèdre förföra Thésée. Ariane upptäcker vad som har hänt. Phèdre begår självmord. Ariane beger sig ner till underjorden för att hos gudinnan Perséphone be om systerns återuppståndelse. Hon lyckas med detta men upptäcker att Thésée fortfarande föredrar Phèdres passion framför hennes hängivenhet. Thésée och Phèdre lämnar ön. I sin förtvivlan går Ariane ut bland havets vågor lockad av sirenernas förföriska sång.